# Joan Brickhill
Joan Brickhill (Durban, 1924—Johannesburgo, 15 de janeiro de 2014) é uma atriz sul-africana.